# اکسید پروتاکتینیم (V)
اکسید پروتاکتینیم(V) (به انگلیسی: Protactinium(V) oxide) با فرمول شیمیایی Pa
۲O
۵ یک ترکیب شیمیایی است. که جرم مولی آن ۵۴۲٫۰۶۸۸ g/mol می‌باشد. 